# 1132 (szám)
Az 1132 (római számmal: MCXXXII) az 1131 és 1133 között található természetes szám.

## A szám a matematikában
A tízes számrendszerbeli 1132-es a kettes számrendszerben 10001101100, a nyolcas számrendszerben 2154, a tizenhatos számrendszerben 46C alakban írható fel.
Az 1132 páros szám, összetett szám. Kanonikus alakja 22 · 2831, normálalakban az 1,132 · 103 szorzattal írható fel. Hat osztója van a természetes számok halmazán, ezek növekvő sorrendben: 1, 2, 4, 283, 566 és 1132.
Az 1132 egyetlen szám valódiosztó-összegeként áll elő, ez a 2258.

## Csillagászat
- 1132 Hollandia kisbolygó